# サッカーウガンダ代表
サッカーウガンダ代表（サッカーウガンダだいひょう）は、ウガンダサッカー連盟（FUFA）によって編成されるウガンダのサッカーのナショナルチームである。国旗の中央に描かれているカンムリヅルから「ザ・クレインズ（The Cranes）」の愛称を持つ。ワールドカップ本大会に出場したことはないが、1978年のアフリカネイションズカップで準優勝になった経験がある。ホームスタジアムは首都、カンパラにあるマンデラ・ナショナル・スタジアム。

## FIFAワールドカップの成績
- 1930 - 不参加
- 1934 - 不参加
- 1938 - 不参加
- 1950 - 不参加
- 1954 - 不参加
- 1958 - 不参加
- 1962 - 不参加
- 1966 - 不参加
- 1970 - 不参加
- 1974 - 不参加
- 1978 - 予選敗退
- 1982 - 棄権
- 1986 - 予選敗退
- 1990 - 予選敗退
- 1994 - 棄権
- 1998 - 予選敗退
- 2002 - 予選敗退
- 2006 - 予選敗退
- 2010 - 予選敗退
- 2014 - 予選敗退
- 2018 - 予選敗退
- 2022 - 予選敗退

## アフリカネーションズカップの成績
| 1957 | 不参加             | 1978 | 準優勝   | 1998 | 予選敗退 | 2017 | グループリーグ敗退 |
| 1959 | 不参加             | 1980 | 棄権     | 2000 | 予選敗退 | 2019 | ベスト16           |
| 1962 | 4位                | 1982 | 棄権     | 2002 | 予選敗退 | 2021 | 予選敗退           |
| 1963 | 棄権               | 1984 | 予選敗退 | 2004 | 予選敗退 | 2023 | 予選敗退           |
| 1965 | 予選敗退           | 1986 | 予選敗退 | 2006 | 予選敗退 |      |                    |
| 1968 | グループリーグ敗退 | 1988 | 予選敗退 | 2008 | 予選敗退 |      |                    |
| 1970 | 予選敗退           | 1990 | 棄権     | 2010 | 予選敗退 |      |                    |
| 1972 | 予選敗退           | 1992 | 予選敗退 | 2012 | 予選敗退 |      |                    |
| 1974 | グループリーグ敗退 | 1994 | 予選敗退 | 2013 | 予選敗退 |      |                    |
| 1976 | グループリーグ敗退 | 1996 | 予選敗退 | 2015 | 予選敗退 |      |                    |

## 歴代監督
- アラン・ロジャース（英語版）1965-1966
- ロベルト・キベル 196?-1969
- ブルクハルト・パプ（英語版）1969-1972
- デビット・オッティ（英語版）1973-1974
- オットー・ウェスターホフ 1974-1975
- ピーター・オケー 1976-1981
- ビダンディ・サリ 1982
- ピーター・オケー 1983
- ジョージ・ムカサ 1985-1986
- バルナバ・ムウェシガ 1986-1988
- ロベルト・キベル 1988-1989
- ポリー・ウマ 1989-1995
- ティモシー・アイェコ 1995-1996
- アスマン・ルボワ 1996-1999
- ポール・ハスレ（英語版）1999
- ハリソン・オカブエ 1999-2001
- ポール・ハスレ 2001-2003
- ペドロ・パスクリ 2003
- レオ・アドラア（英語版）2003-2004
- マイク・ムテビ（英語版）2004)
- ムハンマド・アッバース（英語版）2004-2006
- チャバ・ラスロ（英語版）2006-2008
- ボビー・ウィリアムソン（英語版）2008-2013
- ミルティン・スレドイェヴィッチ 2013-2017
- モーゼス・バセナ 2017 ※暫定
- セバスチャン・デサブル（英語版）2017-2019
- ジョニー・マッキンストリー（英語版）2019-2021
- ミルティン・スレドイェヴィッチ 2021-

## 歴代選手

### GK
- デニス・オニャンゴ 2005-
- ロベルト・オドンカラ（英語版）2010-

### DF
- イブラヒム・セカギャ 1999-2011
- ティモシー・バタベア（英語版）2000-2008
- ゴッドフリー・ワルシンビ（英語版）2009-
- アイザック・イシンデ（英語版）2010-
- デニス・イグマ（英語版）2012-

### MF
- トニー・マウェイジェ（英語版）2003-2017
- ハッサン・ワッスワ（英語版）2006-
- ファルク・ミヤ 2014-
- マイケル・アジラ 2016-
- モーゼス・オポンド（英語版）2018-

### FW
- ジェフリー・スルンクマ（英語版）2002-2017
- ジェフリー・マッサ 2005-2017
- ブライアン・ウモニー（英語版）2009-2015
- エマニュエル・オクウィ（英語版）2011-
- デリック・ンシバンビ（英語版）2017-
- パトリック・カッドゥ（英語版）2018-